# Hlohovská bašta
Hlohovská bašta (polsky Baszta Głogowska, německy Pulverturm, Glogauer Torturm) je gotický hradební prvek z poloviny 14. století, který se nachází v severozápadní části náměstí v Lubinu, městě v jihozápadním Polsku v Dolnoslezském vojvodství.

## Popis
Gotická budova má čtyřboký půdorys a byla součástí městských obranných opevnění. Pochází ze 14. století, její horní nástavba je z 16. století. Později byla ještě dvakrát přestavěna, a to v 18. a v 19. století. Dolní část šestipodlažní věže je postavená z kamenů a cihel, horní část jenom z cihel. Valbová střecha s prejzy je datována do 19. století. Hlohovská bašta se skládala z brány, která na severní straně přiléhala do věže, a z další brány před hradbami.
Uvnitř brány byl 6 metrů vysoký klenutý průjezd s padacím mostem, který byl dlouhý původně 10, potom 20 metrů. U brány byl dvojitý obranný val a trojitý příkop se třemi mosty, z nichž jeden byl padací.
Celou fasádu kryje omítka, v nároží je použitá kamenná bosáž. Nepravidelně rozmístěná různě veliká okna v kamenných ostěních jsou větší ve vyšší částí bašty a menší v nižších patrech.
K severovýchodní stěně věže přiléhá třípodlažní budova z 18. století. Stopa po obranné zdi zachovaná na severní straně ukazuje výšku původního městského opevnění.

## Funkce
V 17. a v 18. století bašta plnila funkci městského vězení, a díky tomu nebyla rozebrána. V roce 1908 se stala sídlem městského muzea, které fungovalo až do roku 1945. Během bojů o město na konci druhé světové války budova byla zcela zničená, a renovace začala teprve v roce 1957. Po obnovení budovu používala jako mládežnickou ubytovnu lubinská pobočka Polského turisticko-vlastivědného spolku. V současné době budovu používají místní turistické a kulturní organizace. 